# ألان بولوك
ألان بولوك (بالإنجليزية: Alan Bullock)‏ (1914 – 2004) مؤرخ بريطاني، من أبرز كتبه كتاب عن أدولف هتلر بجانب أعمال أخرى.
في عام 1952 نشر بولوك كتابه هتلر: دراسة عن الطغيان، والذي يعتبر أول سيرة شاملة لأدولف هتلر. صور الكتاب هتلر على أنه سياسي سلطوي انتهازي.
من أعماله الأخرى: التقليد الإنساني في الغرب 1985، وكذلك حياة وزمن إرنست بيفن. ونشر في عام 1991 كتاب هتلر وستالين: حياتان متوازيتان، وهو كتاب ضخم يقارن فيه بين الشخصيتين، وكذلك يعرض لسمات جيله. منح لقب سير عام 1972، كما شغل منصب نائب مستشار جامعة أوكسفورد.

## وفاتهُ
توفي ألان بولوك في 2 فبراير عام 2004 في مدينة أكسفورد بإنجلترا.

## روابط خارجية
- ألان بولوك على موقع IMDb (الإنجليزية)
- ألان بولوك على موقع مونزينجر (الألمانية)
- ألان بولوك على موقع إن إن دي بي (الإنجليزية)